# 鳴沢村
鳴沢村（なるさわむら）は、山梨県郡内地方にある村。南は静岡県富士宮市と接する県境の村である。南都留郡に属する。

## 概要

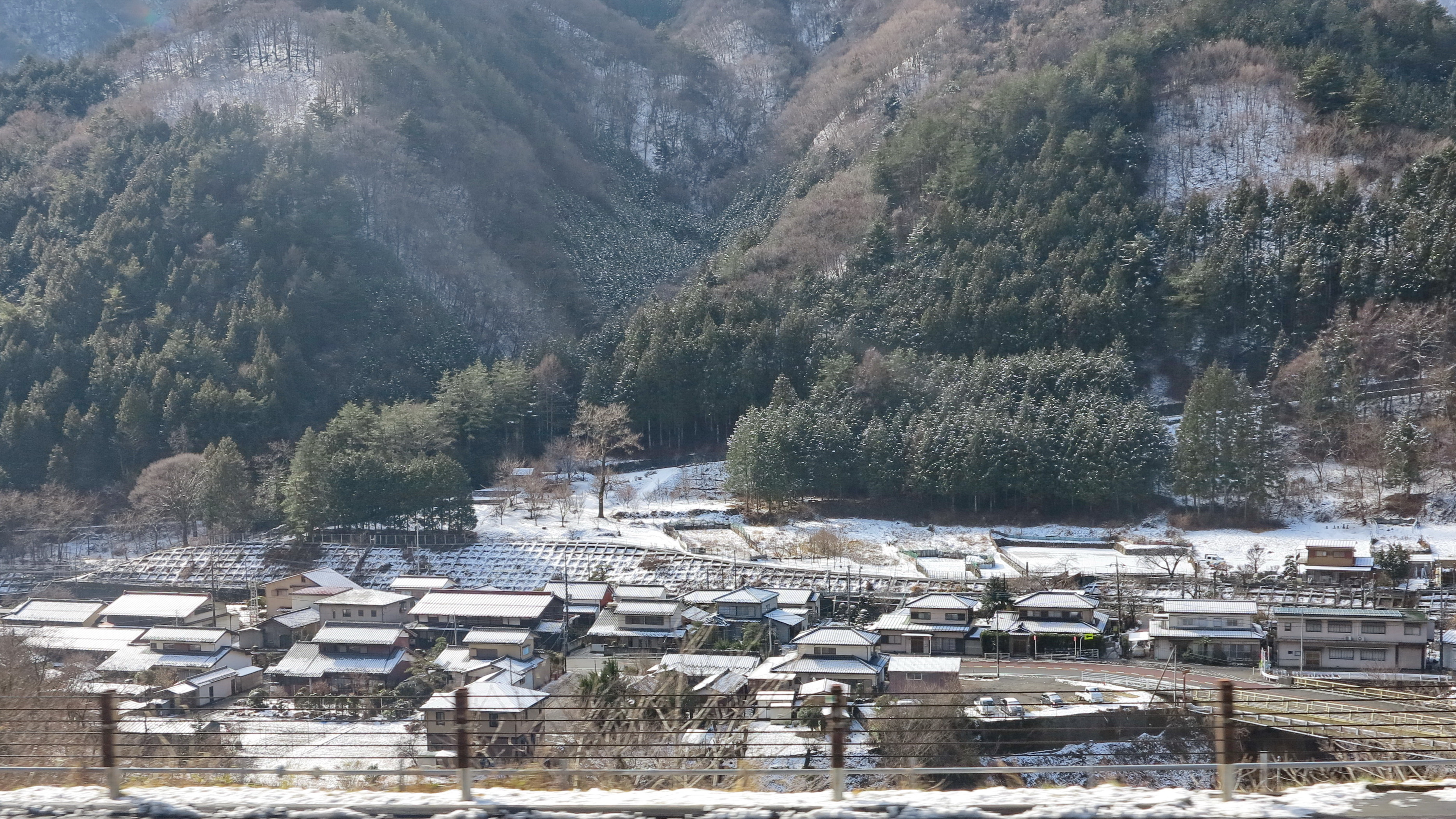
鳴沢村集落の様子

貴重な自然資源を有し、鳴沢村域の89.56 km²すべてが富士箱根伊豆国立公園の富士山地域に指定されており、このうち1,500haもの特別保護地区を有している。
五湖台（足和田山）、三湖台、道の駅なるさわ、御庭・奥庭が環境省公表の「富士山がある風景100選」に選定されている。

## 地理

### 位置
山梨県中南部、富士山北麓に位置する。

### 地形

#### 山地
主な山
- 富士山
- 長尾山
- 足和田山

### 人口
| |                                        |  |
| 鳴沢村と全国の年齢別人口分布（2005年） | 鳴沢村の年齢・男女別人口分布（2005年） |  |
| ■紫色 ― 鳴沢村 ■緑色 ― 日本全国 | ■青色 ― 男性 ■赤色 ― 女性              |  |
| 鳴沢村（に相当する地域）の人口の推移 \| 1970年（昭和45年） \| 2,097人 \| \| \| 1975年（昭和50年） \| 2,136人 \| \| \| 1980年（昭和55年） \| 2,249人 \| \| \| 1985年（昭和60年） \| 2,455人 \| \| \| 1990年（平成2年） \| 2,650人 \| \| \| 1995年（平成7年） \| 2,784人 \| \| \| 2000年（平成12年） \| 2,864人 \| \| \| 2005年（平成17年） \| 2,958人 \| \| \| 2010年（平成22年） \| 2,964人 \| \| \| 2015年（平成27年） \| 2,921人 \| \| \| 2020年（令和2年） \| 2,824人 \| \| |                                        |  |
| 総務省統計局 国勢調査より |                                        |  |
| 1970年（昭和45年） | 2,097人                                |  |
| 1975年（昭和50年） | 2,136人                                |  |
| 1980年（昭和55年） | 2,249人                                |  |
| 1985年（昭和60年） | 2,455人                                |  |
| 1990年（平成2年） | 2,650人                                |  |
| 1995年（平成7年） | 2,784人                                |  |
| 2000年（平成12年） | 2,864人                                |  |
| 2005年（平成17年） | 2,958人                                |  |
| 2010年（平成22年） | 2,964人                                |  |
| 2015年（平成27年） | 2,921人                                |  |
| 2020年（令和2年） | 2,824人                                |  |

### 隣接自治体
山梨県
- 富士吉田市
- 南都留郡：富士河口湖町

静岡県
- 富士宮市
- 駿東郡：小山町

## 歴史

### 古代
町域を含む富士北麓地域は、古代には『三代実録』貞観6年（864年）5月25日・7月17日条による同年の富士山噴火で溶岩流の影響を受ける。
『万葉集』巻十四には「さ寝らくは玉の緒ばかり恋ふらくは富士の高嶺の鳴沢の如」の和歌が詠まれているが、この「鳴沢」が当地を指すかは不明。

### 中世
『吾妻鏡』に拠れば、平安時代後期には治承4年11月2日（1180年10月13日）に甲斐源氏の一族が甲府盆地から鳥坂峠・大石峠を越え富士北麓に至る若彦路を通過したとされる。戦国時代には甲斐守護・武田氏により鳴沢に関所が設置された。

### 近世
江戸時代には鳴沢村の一村が成立する。鳴沢村は谷村藩領となり、御巣鷹山は鷹場として鷹を献上しており、材木役も努め年貢を免除されていた。

### 近代
1878年（明治11年）には郡区町村編制法により南都留郡に編成され、1889年（明治22年）には大嵐村（現・富士河口湖町大嵐）と合併して鳴沢村となる。明治期には地租改正に伴う林野官民有区分により入会地利用が制限され、林業が一時的に衰退する。一方で、畑作においてジャガイモ・トウモロコシの作付が増加し、鳴沢氷穴を蚕種の保管庫として活用した養蚕も発展する。
1896年（明治29年）には鳴沢村を含む三ヶ村が御料地入会組合を設立し、恩賜林払い下げの要因となった明治40年の大水害・明治43年の大水害を経て1912年（明治45年）に山梨県の御料地が県へ払い下げとなる。鳴沢村では四ヶ村で恩賜林県有財産保護組合を設立し、鳴沢村における林業は再び活性化する。
近代には交通機関も整備され、観光業も活発化する。
1917年（大正6年）には富北軌道会社により富士吉田から船津間の馬車鉄道が開通し、さらに1921年（大正10年）には富士回遊軌道会社により馬車鉄道が大田和まで延長される。また、バス交通も開始される。
1929年（昭和4年）には富士吉田まで富士山麓電気鉄道（現在の富士急行線）が開通し、鳴沢村では紅葉台・風穴・氷穴などが観光地として注目されるようになった。

### 現代
戦後には別荘地やゴルフ場が開発され、保養地となる。
山梨県では戦後に養蚕が衰退し、鳴沢村でも冷涼な気候を利用したキャベツなど高原野菜の栽培が行われている。

### 沿革
明治
- 1889年（明治22年）7月1日 - 町村制の施行により、成沢村、大嵐村の区域をもって発足。
- 1899年（明治32年）5月17日 - 大字大嵐が分立して大嵐村（現・富士河口湖町）が発足。

## 政治

### 行政

#### 村長
- 村長：小林 茂澄

## 施設

### 警察
本部
- 山梨県警察 富士吉田警察署

駐在所
- 鳴沢駐在所

### 消防
本部
- 富士五湖広域行政事務組合

出張所
- 西部出張所（南都留郡鳴沢村8532-23）

### 文化施設
- なるさわ富士山博物館
- 河口湖自動車博物館・飛行舘（8月のみ開館）

### 運動施設
- 鳴沢村民体育館
- 鳴沢村武道館
- 鳴沢スポーツ広場
- ふじてんスノーリゾート（スキー場）
- FUJI VILLAGE（富士緑の休暇村内） - FCふじざくら山梨（山梨県女子サッカーリーグ）ホームスタジアム

## 教育

### 中学校
- 村内に中学校は存在せず、富士河口湖町との組合立学校である河口湖南中学校に通学する。

### 小学校
村立
- 鳴沢村立鳴沢小学校

## 交通

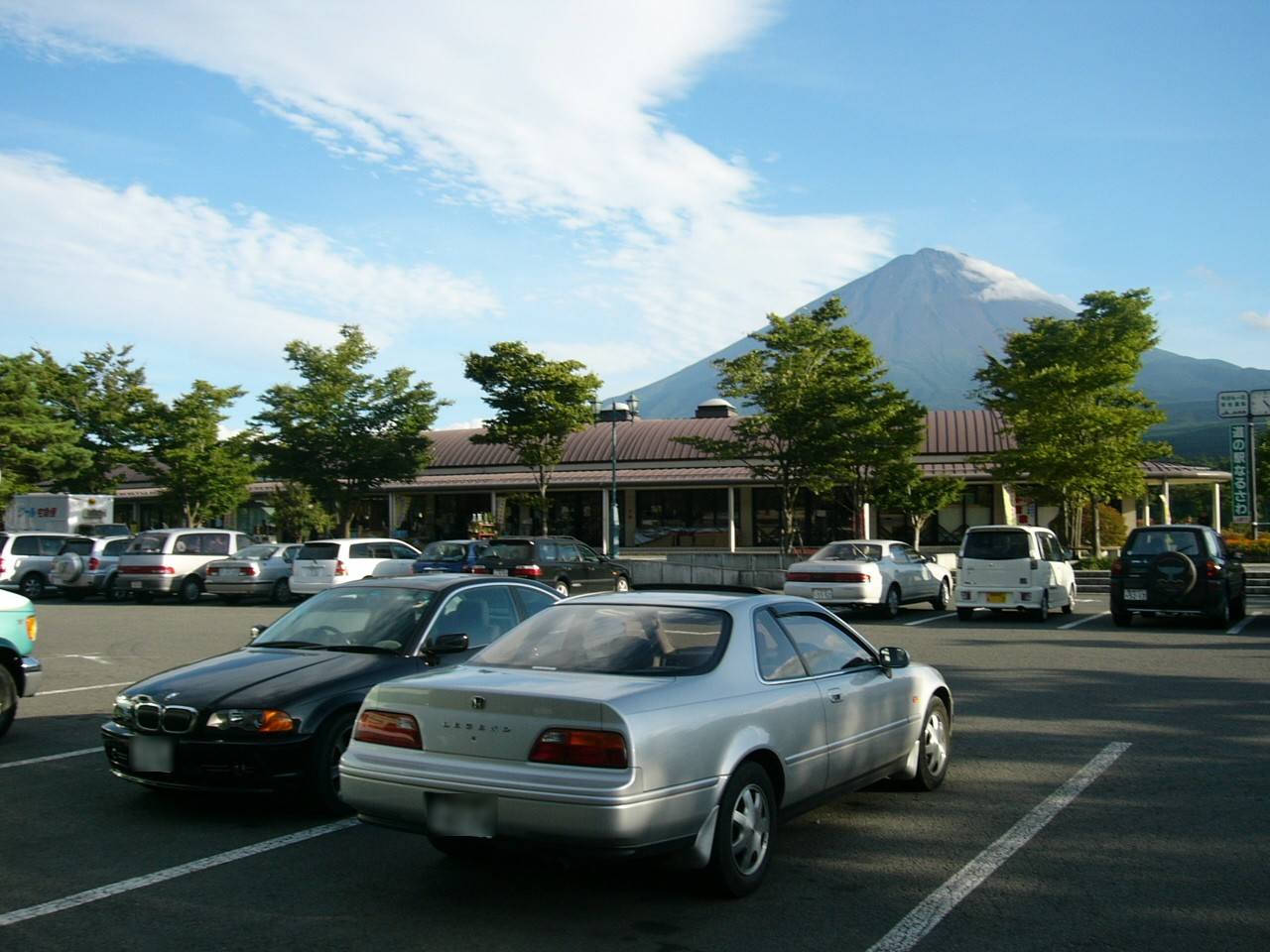
道の駅なるさわ

### 鉄道

#### 鉄道路線
村内に鉄道路線はない。
最寄駅は隣の富士河口湖町にある富士山麓電気鉄道富士急行線河口湖駅。

### バス

#### 路線バス
- 富士急バス

### 道路

#### 国道
- 国道139号

#### 県道
- 静岡県道・山梨県道71号富士宮鳴沢線
- 山梨県道707号河口湖富士線

（富士山有料道路・富士スバルライン）
- 山梨県道702号富士精進線
- 山梨県道714号鳴沢富士河口湖線

### 道の駅
- 道の駅なるさわ

## 観光

### 名所・旧跡
主な神社
- 魔王天神社

### 観光スポット
自然
- 鳴沢熔岩樹型
- 鳴沢氷穴
- 青木ヶ原樹海
- 富士山

温泉
- 富士眺望の湯 ゆらり（富士緑の休暇村）

キャンプ場
- 富士満願ビレッジ ファミリーキャンプ場
- 浪漫の森キャンプ場

ゴルフ場
- 鳴沢ゴルフ倶楽部
- フォレスト鳴沢ゴルフ&カントリークラブ
- 富士レイクサイドカントリー倶楽部

## 文化名物

### 祭事・催事
主な催事
- フジロックフェスティバル - 第一回目がふじてんスノーリゾートで開催されていた。

### スポーツ

#### サッカー
- FCふじざくら山梨（日本女子サッカーリーグ）